# Устронь
У́стронь (пол. Ustroń) — город в Польше, входит в Силезское воеводство, Цешинский повят. Имеет статус городской гмины. Занимает площадь 58,92 км². Население — 15 415 человек (на 2004 год). Известен в первую очередь как лечебный и горнолыжный курорт.

## История
Впервые упоминается как село в 1305 году.
По данным австрийской переписи населения 1910 года в селе насчитывалось 4275 жителей, 4265 из которых имели постоянное место жительства. По данным переписи родным языком указали польский 3917 человек (91,8 %) и 333 (7,8 %) — немецкий. Большинство из заявивших родным языком немецкий были евреи. В то время они не могли объявить идиш в качестве своего родного языка. По вероисповеданию протестантов 2439 человек (57 %), католиков — 1728 (40,4 %) и 107 евреев (2,5 %).
Статус города получен в 1956 году.
В апреле 1986 года основан музей металлургии. Он расположен в старинном здании бывшего металлургического завода, который функционировал в 1772—1897 годы. В музее собраны технические средства, а также исторические и этнографические экспонаты.
В городе есть колледж стоматологии имени профессора Мейсснера.

## Города-побратимы
- Будапешт, Венгрия
- Хайдунанаш, Венгрия
- Лугачовице, Чехия
- Нойкирхен-Флуйн, Германия
- Пьештяни, Словакия
- Устроне-Морске, Польша